# Acacia nesophila
Acacia nesophila är en ärtväxtart som beskrevs av Leslie Pedley. Acacia nesophila ingår i släktet akacior, och familjen ärtväxter. Inga underarter finns listade i Catalogue of Life.